# Cavalier bleu (Blueberry)
Pour les articles homonymes, voir Cavalier bleu.
Cavalier bleu est le troisième album de la série de bande dessinée La Jeunesse de Blueberry de Jean-Michel Charlier (scénario) et Jean Giraud (dessin). Publié en 1979, c'est le dernier du cycle du traître du sud (trois tomes).

## Résumés
L'album comporte trois histoires :
1. Chasse à l'homme[2] ; cette histoire de 16 pages est parue pour la première fois dans le Super Pocket Pilote No 8 daté du 25.6.1970[3] ;
2. Double jeu[4] ; 16 pages parues préalablement dans le Super Pocket Pilote No 9 daté du 29.10.1970[3] ;
3. Tonnerre sur la Sierra (scénario et dessin de Jean Giraud)[2] ; 16 pages parues préalablement dans le Super Pocket Pilote No 1 daté du 1.7.1968[5].

### Chasse à l'homme
Blueberry, convalescent, a été retrouvé « à moitié mort dans les débris d'un train de munitions qui avait sauté ». Il apprend qu'il sera fusillé en tant que sudiste, même s'il combat dans l'armée nordiste. En parallèle, une patrouille nordiste découvre « un sacré morceau », une femme blonde qui se baigne dans une rivière. Ils sont capturés par un groupe de soldats sudistes menés par la femme, Harriet, qui veut libérer Blueberry. Usant de plusieurs stratagèmes, Harriet y parvient avec l'aide des hommes qui l'accompagnent.
Blueberry découvre alors qu'Harriet voulait le libérer pour le tuer de ses propres mains. Elle a cependant reçu une balle, mortelle, dans le dos. Les sudistes emmènent Blueberry avec eux, croyant qu'il lutte pour leur cause.

### Double jeu
Caporal dans l'armée sudiste, Blueberry reçoit l'ordre d'escorter le général Dodge. Mis en sa présence, il se rend immédiatement compte que c'est un imposteur. Son supérieur lui demande alors de découvrir Dodge parmi les prisonniers du camp. Blueberry s'exécute et, lorsqu'il démasque Dodge, ce dernier lui donne un coup de béquille sur la figure, lui cassant le nez.
Quelques instants plus tard, Blueberry exige d'escorter Dodge au quartier général de l'armée sudiste. Son supérieur est d'accord, car il « fera un gardien particulièrement incorruptible ». Plus tard, dans le chariot qui les convoie, Blueberry affirme qu'il veut faciliter son évasion. Les deux mettent au point et exécutent un plan qui les amène près d'un fleuve où circule des bateaux à vapeur. L'une des berges du fleuve est contrôlée par les forces nordistes.
S'étant emparé du bateau par la force, les deux le font approcher suffisamment de la berge contrôlée par les nordistes pour s'en échapper alors que le bateau reçoit des obus. Blueberry parvient à sauver in extremis Dodge, blessé, de la noyade. Plus tard, il raconte ses aventures à Dodge, qui le croit et le prend « sous [sa] protection ».

### Tonnerre sur la Sierra
Au fort où Blueberry est affecté, un homme le demande pour arrêter les frères Dawson en maraude dans la région, car le shérif n'est pas de taille à les affronter. Son commandant serait heureux d'éloigner temporairement Blueberry, mais ignore où il se trouve.
Pendant sa patrouille à cheval, Blueberry est surpris par un orage. Il tente de se réfugier dans un massif montagneux proche et une balle mal ajustée siffle à ses oreilles. Trois hommes, dont un blessé à la jambe, veulent le tuer sans raison apparente. Ne pouvant atteindre le fusil qui se trouve dans les fontes de son cheval, il contourne les deux hommes qui tirent en sa direction.
Au moment où il prend pied sur un plateau, Blueberry est mis en joue par l'homme blessé. Mais ce dernier, malade de fièvre, est incapable de l'ajuster et s'évanouit. Fusil en main, Blueberry fait tomber le chapeau des deux autres hommes d'une balle bien ajustée. Les deux se rendent.
Sur le plateau, ils expliquent que leur frère est malade et qu'ils ont été attaqués par des bandits, d'où leurs tirs vers Blueberry. Ce dernier propose de les amener voir le shérif de la ville voisine, mais l'un des deux hommes veut vérifier si leur frère est en état d'être transporté.
En fouillant les poches, il s'empare d'un Derringer et vise Blueberry en affirmant que « c'est un honneur d'être abattu par les frères Dawson ! » Blueberry réplique que l'honneur de les arrêter lui échoit, car il voulait une preuve certaine de leur culpabilité. L'homme, furieux, appuie sur la détente du Derringer, mais le chien percute à vide.
Plus tard, à la prison de la ville, Blueberry joue au poker avec quelques hommes, dont MacClure. L'un des hommes présents affirme, avec le sourire, qu'il faudra bien trois jours à Blueberry pour attraper les frères Dawson.

## Personnages principaux
- Mike S. Blueberry : soldat nordiste.
- Harriet : ancien amour de Blueberry qui tente de venger la mort de son père.
- général Dodge : général nordiste.
- frères Dawson : tueurs.